# Keude Bakongan
Keude Bakongan is een bestuurslaag in het regentschap Aceh Selatan van de provincie Atjeh, Indonesië. Keude Bakongan telt 2892 inwoners (volkstelling 2010).